# Drummond Shiels
Sir Thomas Drummond Shiels MC (* 7. August 1881 in Edinburgh; † 1. Januar 1953 in London) war ein britischer Politiker.

## Leben
Shiels wurde 1881 als zweites von acht Kindern des Druckers James Drummond Shiels und dessen Ehefrau Agnes Campbell geboren. Er besuchte eine Grundschule in Glasgow und nahm im Alter von zwölf Jahren eine Anstellung als Fotograf an. Nebenbei besuchte er die Abendschule. In Edinburgh eröffnete Shiels in Gemeinschaft mit seinem Vater und seinem Bruder ein Fotostudio. Am 11. August 1904 ehelichte er die Lehrerin Christian Blair Young. Aus der Ehe ging eine Tochter hervor.
Mit Ausbruch des Ersten Weltkriegs schloss sich Shiels dem Militär an. In einer Schlacht wurde er schwer verwundet. Für seine Dienste wurde Shiels das Military Cross sowie das belgische Kriegskreuz verliehen. Nach Kriegsende schrieb er sich an der Universität Edinburgh zu einem Medizinstudium ein. Er schloss 1924 als Arzt und Chirurg ab. Ende der 1920er Jahre lehnte Shiels einen Antrag des Premierministers Ramsay MacDonald zu einer Erhebung zum Peer ab. 1939 akzeptierte er jedoch den Ritterschlag als Knight Bachelor. 1945 nahm Shiels eine Anstellung in der Öffentlichkeitsarbeit des General Post Office an. Nach dem Tod seiner Ehefrau im Jahre 1948, heiratete Shiels 1950 Gladys Buhler. Er verstarb 1953.

## Politischer Werdegang
Nach Kriegsende wurde Shiels für die Labour Party in den Edinburgher Stadtrat gewählt. Kurz vor Abschluss seines Studiums kandidierte er erstmals zu Wahlen auf nationaler Ebene. Die Labour Party, die erstmals in diesem Wahlkreis antrat, schickte ihn bei den Unterhauswahlen 1924 gegen den Liberalen James Hogge sowie den Unionisten Charles Black Milne im Wahlkreis Edinburgh East ins Rennen. Mit einem Stimmenanteil von 44,0 % setzte sich Shiels deutlich gegen seine Kontrahenten durch und zog in der Folge erstmals in das britische Unterhaus ein.
Bei den folgenden Unterhauswahlen 1929 baute er seinen Stimmenanteil aus und hielt damit sein Mandat. Im Parlament fungierte Shiels zunächst als Staatssekretär für Indien und dann als Staatssekretär für die Kolonien. Nach starken Stimmverlusten unterlag Shiels bei den Unterhauswahlen 1931 dem Liberalen David Marshall Mason und schied aus dem House of Commons aus.